# 小行星12450
小行星12450是一颗主带小行星，是小林隆男于1996年12月20日在大泉天文台发现的。